# Moritz Mitzenheim

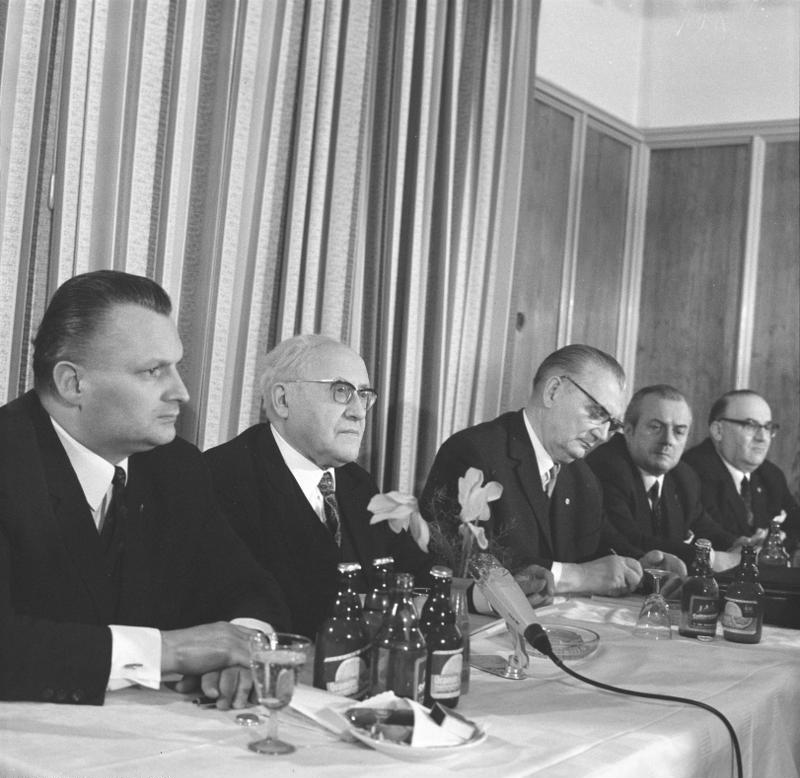
Mitzenheim (2. v. l.) 1969 bei einer Begegnung mit Funktionären verschiedener Parteien in Eisenach.

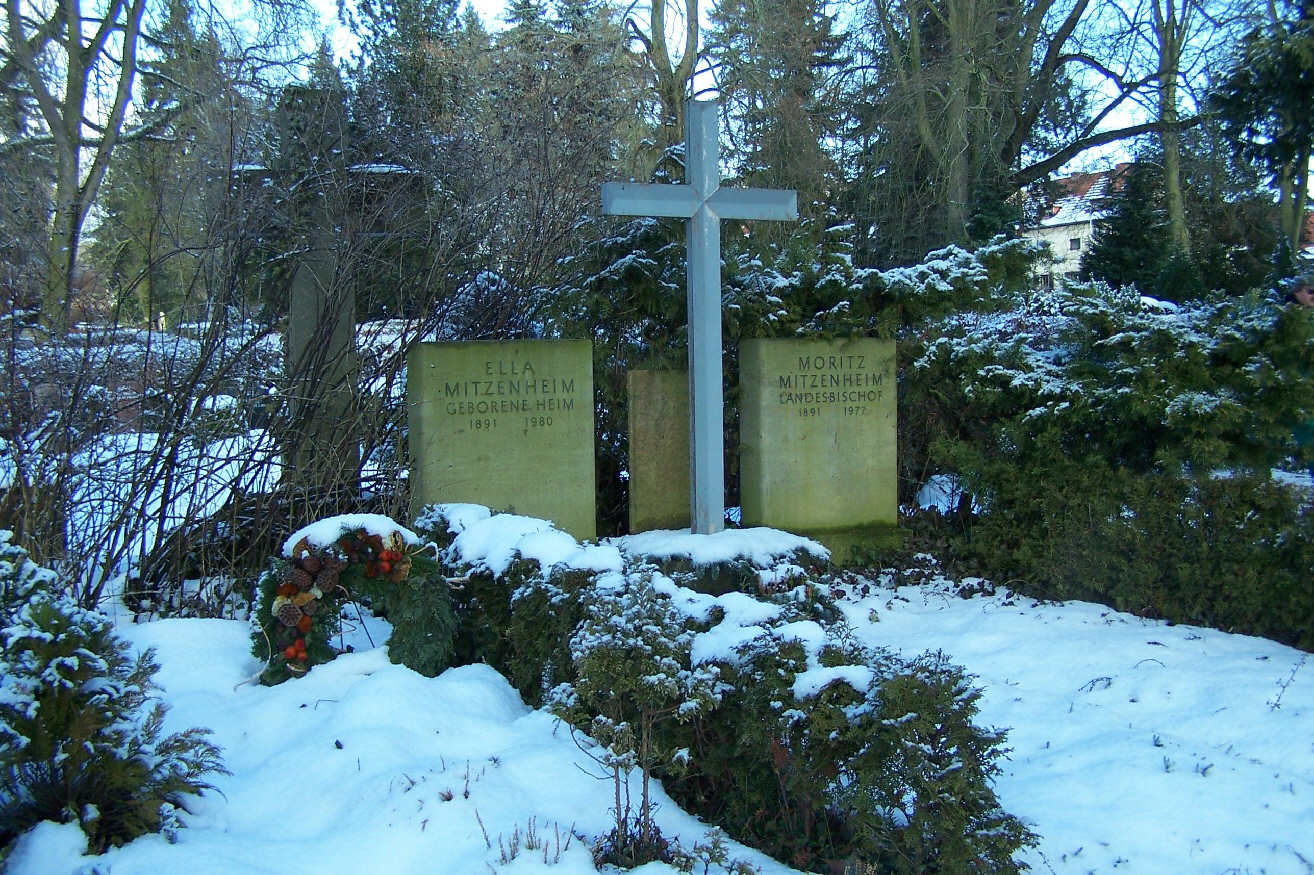
Ehrengrab auf dem Eisenacher Hauptfriedhof.

Hartmut Moritz Mitzenheim (* 17. August 1891 in Hildburghausen; † 4. August 1977 in Eisenach) war von 1943 bis 1945 Vorsitzender der Lutherischen Bekenntnisgemeinschaft in Thüringen und von 1945 bis 1970 Landesbischof der Evangelisch-Lutherischen Landeskirche von Thüringen. Er war wegen seines Eintretens für eine Zusammenarbeit mit den staatlichen Institutionen der DDR innerhalb der evangelischen Kirche umstritten.

## Leben und Wirken
Seine Eltern waren Heinrich und Anna (geb. Luther) Mitzenheim. Der Vater war Oberstudienrat, Organist und Chormeister. 1911 legte er die Reifeprüfung auf dem Gymnasium seiner Vaterstadt ab. Nach dem Studium der Theologie in Leipzig, Berlin, Jena und Heidelberg wurde Mitzenheim im September 1914 ordiniert. Nach 1916 war er nacheinander Pfarrer in Wallendorf, Saalfeld/Saale sowie schließlich von 1929 bis 1945 in Eisenach. Daneben war er Dozent am „Neulandhaus“, der Weiterbildungsstätte des Neulandbundes, einer rechtskonservativen, später „protestantisch-völkischen Bewegung“ (Carsten Dippel). 1943 wurde er Vorsitzender der Lutherischen Bekenntnisgemeinschaft in Thüringen, die der Usurpation der Kirche durch die Deutschen Christen widerstanden hat; im Mai 1945 Landesoberpfarrer, ab Dezember Landesbischof. Als im Herbst 1945 das ehemalige Konzentrationslager Buchenwald als Speziallager Nr. 2 in der SBZ mit politischen Gefangenen und verdächtigen Personen von der sowjetischen Militärverwaltung belegt wurde, war Mitzenheim die letzte Hoffnung vieler Familienangehöriger. Im Dezember 1949 predigte er für die in Buchenwald Internierten, im Lager wurde kirchliche Literatur verteilt.
1947/48 nahm er am von der SED initiierten Deutschen Volkskongress als Delegierter teil. Mitzenheim war Ehrenmitglied der CDU der DDR. 1955 bis 1961 gehörte er dem Rat der EKD an. Im Jahre 1964 traf er sich mit Walter Ulbricht auf der Wartburg. Er gehörte zu den Unterzeichnern des 2. Stockholmer Appells zur Beendigung des Wettrüstens und für die Einberufung einer Weltrüstungskonferenz (1976).
Er betrieb die Politik des sogenannten „Thüringer Weges“, der – im Gegensatz zu den meisten übrigen ostdeutschen Landeskirchen – loyal zum SED-Staat war. Mitzenheim war deshalb ein wichtiger Ansprechpartner der DDR-Regierungsstellen und wurde 1961 mit dem Vaterländischen Verdienstorden in Gold ausgezeichnet. 1971 erhielt er die Ehrenspange zu diesem Orden. Daneben pflegte er Kontakte zu den Kirchen der Ostblockstaaten. Hierfür wurde er 1959 von der Russisch-Orthodoxen Kirche mit den Wladimir-Orden ausgezeichnet. Er war Mitglied der Christlichen Friedenskonferenz (CFK).
Während einer Predigt ging er auf die eigene Charakterisierung durch seine Kritiker ein mit den Worten:

„Man nennt mich einen ‚roten Bischof‘. Das ist recht so. Denn es gibt auch ein ‚Rotes Kreuz‘ – und das bringt Hilfe!“

Mitzenheim war Dr. h. c. der Theologie der Universitäten von Jena (1947), Bratislava (1962) und Warschau (1974).
Die Straße in Eisenach, die zum ehemaligen Sitz des evangelischen Landesbischofs in der Eichel-Streiberschen Villa führt, ist nach ihm benannt. Auch seine Geburtsstadt Hildburghausen hat eine „Doktor-Moritz-Mitzenheim-Straße“. Das Haus der Begegnung in Finsterbergen neben der Dreifaltigkeitskirche trägt ebenfalls seinen Namen; er hatte 1959 dort drei Turmglocken geweiht.

## Darstellung Mitzenheims in der bildenden Kunst der DDR
- Hans Jüchser: Bildnis Landesbischof Dr. D. Mitzenheim (Öl, 1968)[8]

## Publikationen (Auswahl)
- Geschichte der Familie Mitzenheim. 1. Teil: Bis zur Einwanderung in Thüringen. Max Hense, Eisenach 1933, DNB 366880381.
- Geschichte der Familie Mitzenheim. 2. Teil: Von der Einwanderung in Thüringen bis zur Gegenwart. Max Hense, Eisenach 1935, DNB 36688039X.[9]
- Gottes gute Gaben. Die 10 Gebote Kindern erläutert. Evangelische Verlagsanstalt, Berlin 1951; 3. Auflage. Ebenda 1963, DNB 453412769.
- Gottes wunderbares Wirken. Kinderbriefe über den christlichen Glauben. Illustrationen: Hans Wiegandt. Evangelische Verlagsanst, Berlin 1963; 3. Auflage, ebenda 1968, DNB 457611790.
- Unser Martin Luther. Thüringer Lutherbüchlein. Hrsg. von der Pressestelle der Evang.-Luth. Kirche in Thüringen. Evangelische Verlagsanst, Berlin 1970, DNB 457611812.